# Romeo Sisti
Romeo Sisti (* 9. Februar 1902 in Ancona; † 13. Oktober 1971 ebenda) war ein italienischer Ruderer.

## Werdegang
Romeo Sisti startete mit Nino Bolzoni bei den Olympischen Sommerspielen 1928 in Amsterdam in der Zweier ohne Steuermann-Regatta. Dabei konnten sie ihren Vorlauf sowie ihren Viertelfinallauf souverän gewinnen. Wenige Minuten später sahen sie, wie in der Zweier mit Steuermann-Regatta ihre italienischen Ruderkollegen kenterten. Um ihnen zu helfen, sprangen sie ins Wasser und erkrankten in den Folgetagen an Fieber. Durch ihren verschlechterten Gesundheitszustand konnten Sisti und Bolzoni ihren Halbfinal- und B-Finallauf nicht gewinnen und verpassten als Vierte somit eine Medaille. Ein Jahr später wurden Bolzoni und Sisti Europameister in Bydgoszcz. Darüber hinaus gewann Sisti mit Zemiro Siboni und Guido Spernazzati die Silbermedaille im Zweier mit Steuermann bei den Europameisterschaften 1931 in Paris.